# La Correspondencia de España
La Correspondencia de España fue un periódico vespertino publicado en Madrid, de ideología conservadora fundado en 1859 por Manuel María de Santa Ana y desaparecido en 1925, desbancado por El Imparcial.

## Historia

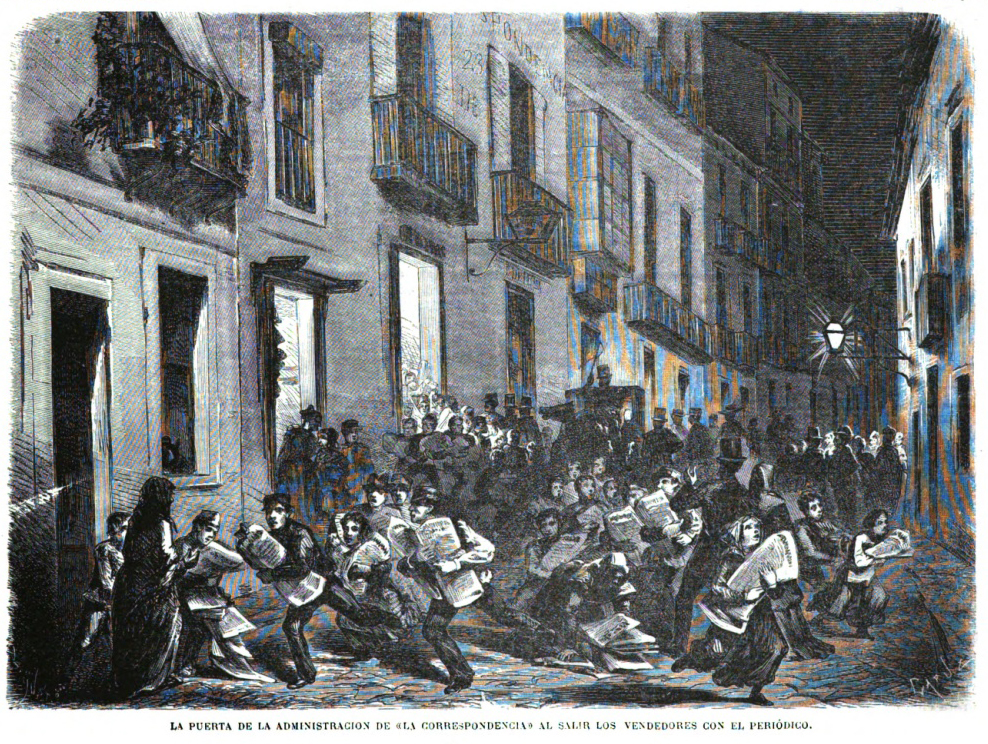
Administración de La Correspondencia de España en 1870, ubicada en el n°23 de la calle del Rubio (actual calle del Marqués de Santa Ana).

La Correspondencia de España tuvo su origen en la actividad periodística de Manuel María de Santa Ana, iniciada en el Madrid de 1848, año en el que comienza a escribir, litografiar con una prensa de mano y distribuir las cuatro páginas de su Carta Autógrafa, compuesta por noticias de interés que recogía en los departamentos oficiales y mercantiles, en los cafés, en los lugares de reunión, etc. En 1851 cambió el nombre al de Correspondencia autógrafa, pasando de una tirada de 70 ejemplares y cuatro ediciones (tres para Madrid y una para provincias), a una tirada de más de 300 ejemplares. En 1854 volvió a cambiar de nombre a Correspondencia Confidencial Autógrafa de España, aumentando la tirada a 12.000 ejemplares. En 1859, concretamente el 3 de octubre, se publicó con el definitivo nombre de La Correspondencia de España, con una tirada de 16.000 ejemplares. En ese momento, Santa Ana se lo arrendaría a Ignacio Escobar, cesión que solo duró un año, pasado el cual, Santa Ana trasladó su redacción a un edificio propio en la calle del Rubio.
La publicación, cuya última página estaba reservada para publicidad, alcanzó gran popularidad desde su inicio como periódico «noticiero» y fue el primero en ser voceado por las calles bajo el popular apelativo de «La Corres». Tenía el propósito de «contar a los españoles, al ponerse el sol, lo que había pasado en el mundo desde el amanecer». Contenía informaciones sobre cultos y ceremonias religiosas, modas y ecos de sociedad, deportes y folletines, política y sucesos, hasta el punto de ser calificado como «gorro de dormir». Durante los años 1877-78, incluyó en su cuarta página el Diario Oficial de Avisos de Madrid y en 1890 apareció una edición de verano que se tituló La Correspondencia de San Sebastián.

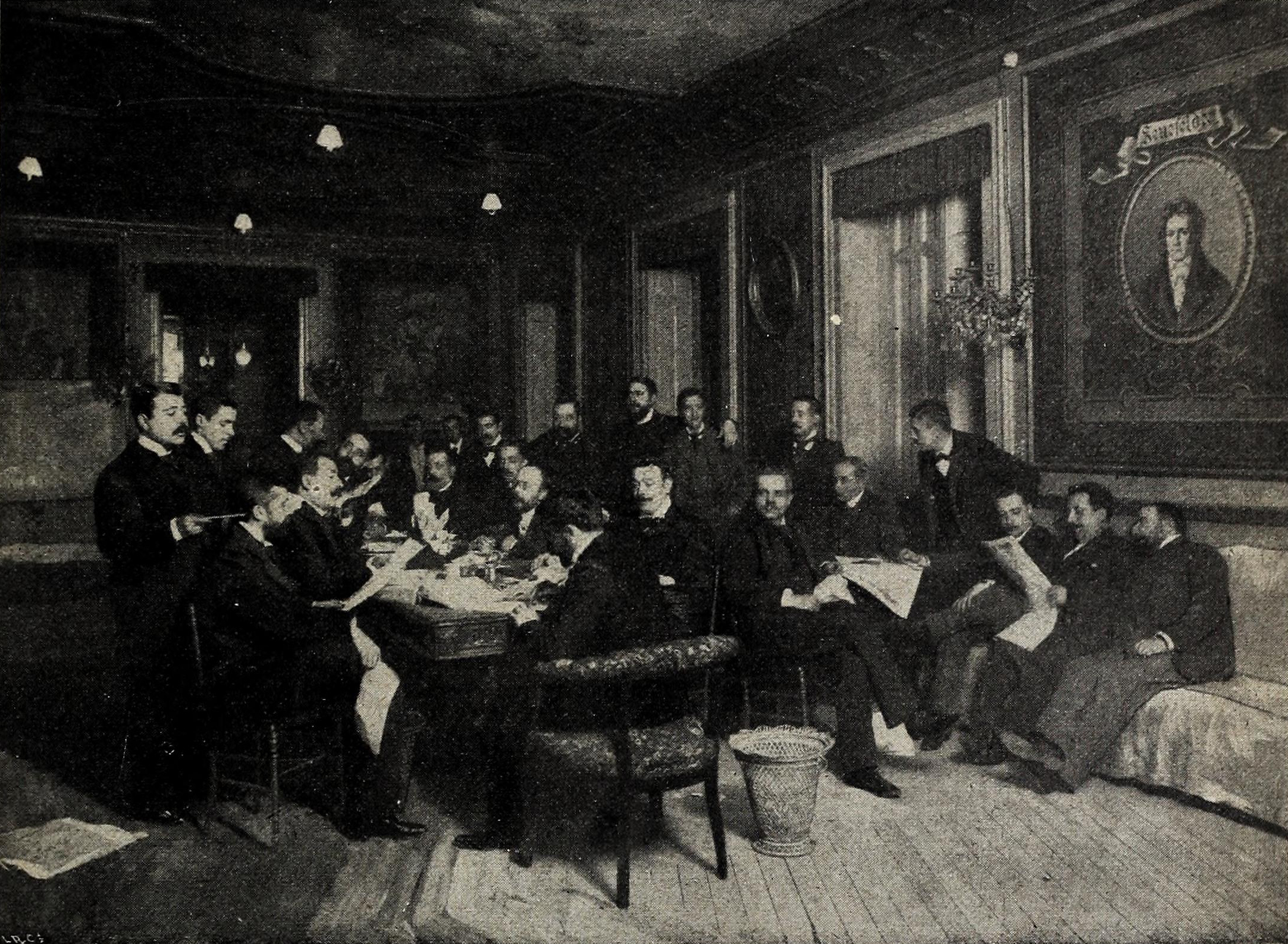
Redacción de La Correspondencia de España (fotografía de Franzen en Blanco y Negro, 1897)

En 1894, y siendo Andrés Mellado su director, se regalaba a los subscriptores obras científicas y literarias. Además, quincenalmente daba con el número ordinario, otro extraordinario bellamente ilustrado en el que aparecían textos de los escritores más destacados de la época, entre ellos Seués, Zorrilla, De Palacio, Sepúlveda, Campoamor, Menéndez Pelayo, etc. Pero tras el desastre colonial del 1898 fue perdiendo lectores, igual que el resto de periódicos madrileños. En 1906 fue nombrado director el redactor Leopoldo Romeo, que escribía bajo el seudónimo «Juan de Aragón» y se propuso revitalizar el viejo diario influenciado por el éxito de ABC. Romero aumentó el número de páginas de cuatro a ocho, lanzó con poco éxito ediciones matutinas y se rodeó de jóvenes redactores como Félix Lorenzo, Enrique Fajardo, Manuel Delgado Barreto y un Ramiro de Maeztu como corresponsal en Londres desde 1905 hasta 1909. 
Durante la Primera Guerra Mundial mostró una tendencia aliadófila.
No formó parte de la Sociedad Editorial de España creada por la fusión de El Liberal y El Imparcial y la adquisición de Heraldo de Madrid, por lo que encabezó la batalla contra este trust de la prensa. Quizá por ello, la decadencia fue imparable, y en 1925 publicó su último número.